# Пая юкатанська
Па́я юкатанська (Cyanocorax yucatanicus) —  вид горобцеподібних птахів родини воронових (Corvidae). Мешкає на півострові Юкатан.

## Опис

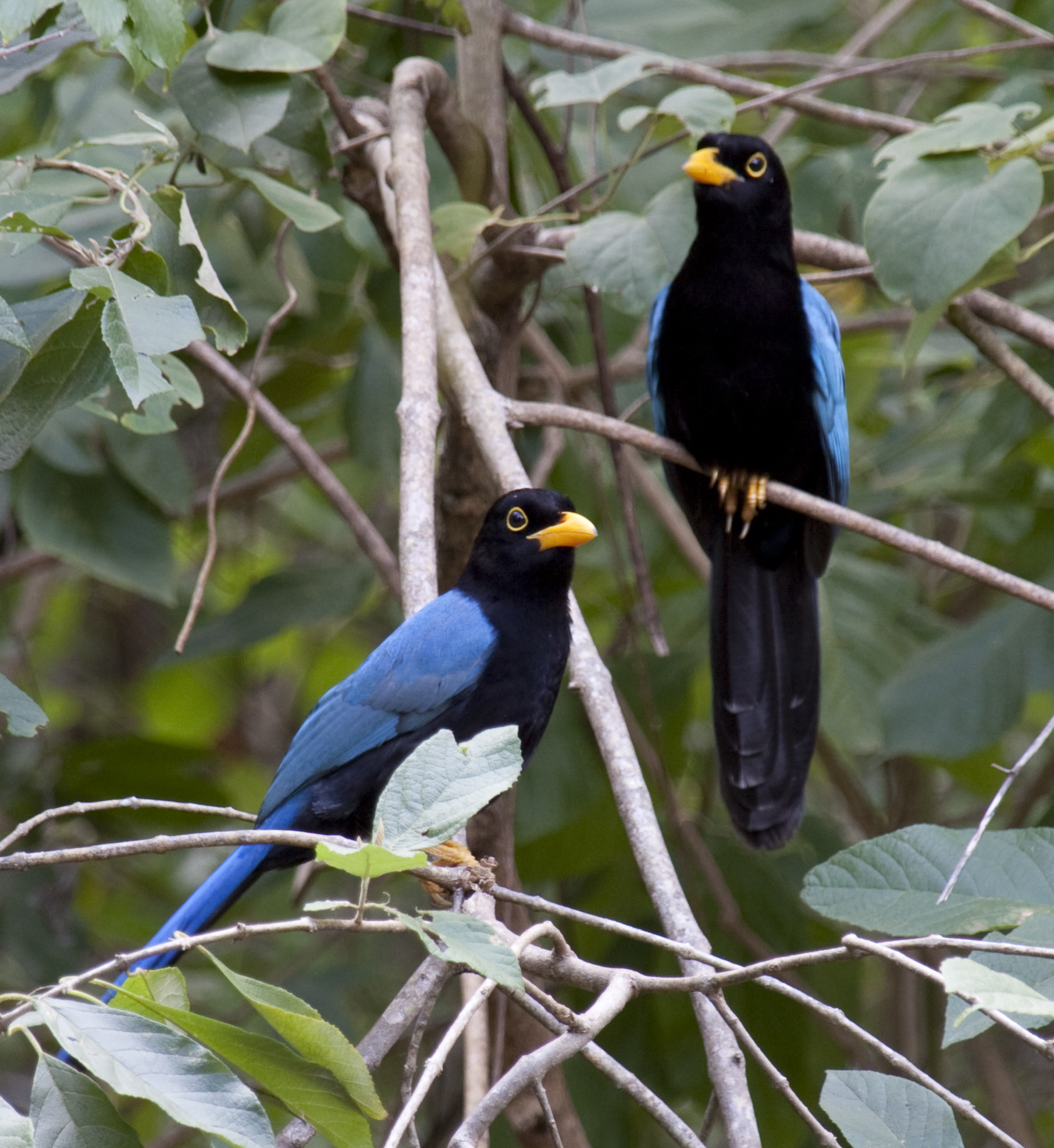
Пара молодих юкатанських пай

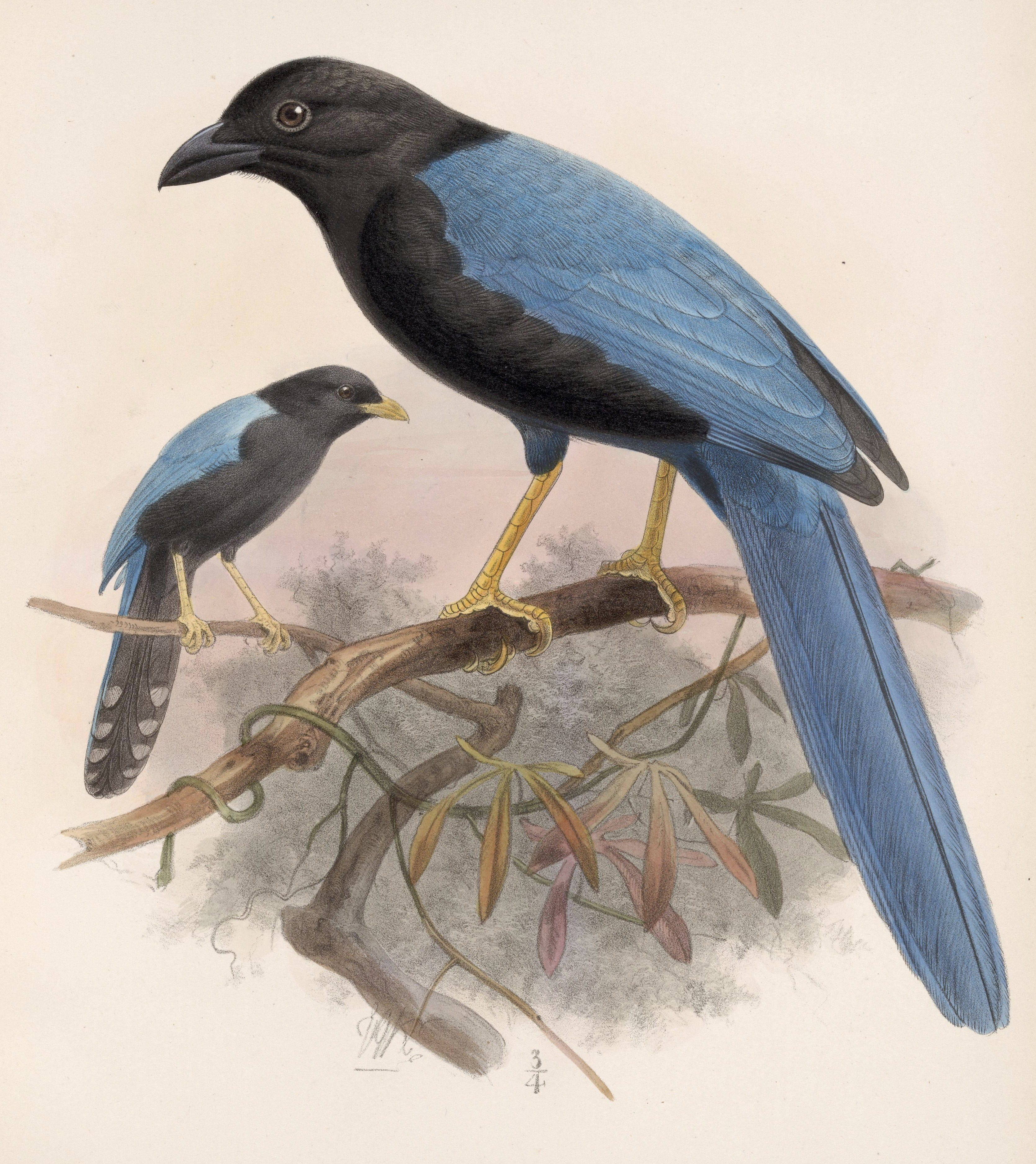
Юкатанська пая

Довжина птаха становить 31-33 см, вага 105-128 г. Забарвлення переважно чорне, спина, крила, надхвістя і хвіст лазурово-сині. Дзьоб чорний, лапи жовтувато-оранжеві. Молоді птахи мають переважно біле забарвлення, спина, крила і хвіст у них зеленувато-сині, дзьоб і лапи жовті, навколо очей жовті кільця. У вересні-жовтні вони набувають дорослого забарвлення, однак жовтий дзьоб і кільця навколо очей у них стають повністю чорними лише на 4 році життя.

## Підвиди
Виділяють два підвиди:
- C. y. yucatanicus (Dubois, AJC, 1875) — Юкатанський півострів, північна Гватемала (Петен) і північний Беліз;
- C. y. rivularis (Brodkorb, 1940) — південно-східна Мексика (Табаско, Кампече).

## Поширення і екологія
Юкатанські паї мешкають в Мексиці, Гватемалі і Белізі. Вони живуть у вологих і сухих субтропічних і тропічних лісах, у вторинних лісах і чагарникових заростях, переважно на висоті до 250 м над рівнем моря. Зустрічаються згрями до 10 птахів. Вони є всеїдними птахами, живляться насінням, плодами, гусінню, павуками, мурахами, равликами, личинками, дрібними хребетними і яйцями. Іноді слідкують за кочовими мурахами.
Юкатанські паї є моногамними птахами, утворюють пари на все життя. Сезон розмноження у них триває з травня до кінця серпня. Їхні гнізда мають чашоподібну форму, робляться з переплетених гілок і рослинних волокон, розміщується на деревах, на висоті від 4,3 до 9 м над землею. В кладці 3-4 яйця. Насиджують самиці, іноді їм допомагають інші самиці з їх зграї, які наразі не гніздяться. Інкубаційний період триває 18 днів. За пташенятами доглядають і самиці, і самці, а також інші члени зграї, які наразі не гніздяться. Пташенята покидають гніздо через 3 тижні після вилуплення, після чого приєднуються до зграї